# New Market (Iowa)
New Market es una ciudad ubicada en el condado de Taylor en el estado estadounidense de Iowa. En el Censo de 2010 tenía una población de 415 habitantes y una densidad poblacional de 364,16 personas por km².

## Geografía
New Market se encuentra ubicada en las coordenadas 40°43′57″N 94°54′0″O / 40.73250, -94.90000. Según la Oficina del Censo de los Estados Unidos, New Market tiene una superficie total de 1.14 km², de la cual 1.14 km² corresponden a tierra firme y (0.23%) 0 km² es agua.

## Demografía
Según el censo de 2010, había 415 personas residiendo en New Market. La densidad de población era de 364,16 hab./km². De los 415 habitantes, New Market estaba compuesto por el 98.07% blancos, el 0% eran afroamericanos, el 0.24% eran amerindios, el 0.24% eran asiáticos, el 0% eran isleños del Pacífico, el 0% eran de otras razas y el 1.45% pertenecían a dos o más razas. Del total de la población el 0.24% eran hispanos o latinos de cualquier raza.